# Saltipedis robustispinosus
Saltipedis robustispinosus är en kräftdjursart som beskrevs av Modest Gutu 1996. Saltipedis robustispinosus ingår i släktet Saltipedis och familjen Parapseudidae. Inga underarter finns listade i Catalogue of Life.